# Epiplema quadristrigata
Epiplema quadristrigata är en fjärilsart som beskrevs av Walker 1866. Epiplema quadristrigata ingår i släktet Epiplema och familjen Uraniidae. Inga underarter finns listade i Catalogue of Life.